# 1857
| [ Edytuj tabelę ]              | |
| Król Polski (tytularny)        | - 1855 Aleksander II Romanow 1881 |
| Emir Afganistanu               | - 1842 Dost Mohammad Chan 1863 |
| Współksiążęta Andory           | - 1853 Josep Caixal i Estradé 1879 - 1848 Karol Ludwik Napoleon Bonaparte 1870                                                              |
| Prezydent Argentyny            | - 1852 gen. Justo José de Urquiza 1860 |
| Cesarz Austrii                 | - 1848 Franciszek Józef I 1916 |
| Król Bawarii                   | - 1848 Maksymilian II 1864 |
| Król Belgów                    | - 1831 Leopold I 1865 |
| Premier Belgii                 | - 1855 Pieter Dedecker 1857 - 1857 Charles Rogier 1868                                                                                      |
| Prezydent Boliwii              | - 1855 Jorge Córdova 1857 - 1857 José María Linares 1861                                                                                    |
| Cesarz Brazylii                | - 1831 Pedro II 1889 |
| Sułtan Brunei                  | - 1852 Abdul Momin 1885 |
| Prezydent Chile                | - 1851 Manuel Montt 1861 |
| Cesarz Chin                    | - 1850 Xianfeng 1861 |
| Król Czech                     | - 1848 Franciszek Józef I 1916 |
| Król Danii                     | - 1848 Fryderyk VII 1863 |
| Premier Danii                  | - 1856 Carl Christoffer Georg Andræ 1857 - 1857 Carl Christian Hall 1859                                                                    |
| Dalajlama                      | - 1857 Trinlej Gjaco 1875 |
| Prezydent Dominikany           | - 1856 Buenaventura Báez 1858 |
| Władca Egiptu                  | - 1854 Sa’id Pasza 1863 |
| Premier Egiptu                 | - 1857 Zulfikar Pasza 1858 |
| Prezydent Ekwadoru             | - 1856 Francisco Robles 1859 |
| Cesarz Etiopii                 | - 1855 Teodor II 1868 |
| Cesarz Francuzów               | - 1852 Napoleon III 1870 |
| Król Grecji                    | - 1831 Otton I 1862 |
| Prezydent Gwatemali            | - 1851 Rafael Carrera y Turcios 1865 |
| Cesarz Haiti                   | - 1849 Faustyn I 1859 |
| Król Hawajów                   | - 1854 Kamehameha IV 1863 |
| Król Hiszpanii                 | - 1833 Izabela II 1868 |
| Król Holandii                  | - 1849 Wilhelm III 1890 |
| Premier Holandii               | - 1856 Justinus van der Brugghen 1858 |
| Prezydent Hondurasu            | - 1856 José Santos Guardiola Bustillo 1862                                                                                                  |
| Szach Iranu                    | - 1848 Naser ad-Din Szah 1896 |
| Państwo Wielkich Mogołów       | - 1837 Bahadur Szah II 1858 |
| Król Irlandii                  | - 1837 Wiktoria Hanowerska 1901 |
| Cesarz Japonii                 | - 1846 Kōmei 1866 |
| Kalif                          | - 1839 Abdülmecid I 1861 |
| Emir Kataru                    | - 1847 Muhammad ibn Sani 1878 |
| Prezydent Kolumbii             | - 1855 Manuel Maria Mallarino 1857 - 1857 Mariano Ospina Rodríguez 1861                                                                     |
| Patriarcha Konstantynopola     | - 1855 Cyryl VII 1860 |
| Prezydent Kostaryki            | - 1849 Juan Rafael Mora Porras 1859 |
| Emir Kuwejtu                   | - 1814 Dżabir I 1859 |
| Prezydent Liberii              | - 1856 Stephen Allen Benson 1864 |
| Książę Liechtensteinu          | - 1836 Alojzy II 1858 |
| Wielki książę Luksemburga      | - 1849 Wilhelm III 1890 |
| Premier Luksemburga            | - 1853 Charles-Mathias Simons 1860 |
| Sułtan Maroka                  | - 1822 Abd ar-Rahman 1859 |
| Prezydent Meksyku              | - 1855 Ignacio Comonfort 1857 |
| Książę Monako                  | - 1856 Karol III 1889 |
| Król Nawarry                   | - 1848 Napoleon I 1870 |
| Król Nepalu                    | - 1847 Surendra 1881 |
| Premier Nepalu                 | - 1856 Bam Bahadur Kunwar 1857 - 1857 Kriszna Bahadur Kunwar Rana (p.o.) 1857 - 1857 Jang Bahadur Rana 1877                                 |
| Prezydent Nikaragui            | - 1855 Patricio Rivas (p.o.) 1857 - 1857 Junta 1857 - 1857 Tomás Martínez 1867                                                              |
| Król Norwegii                  | - 1844 Oskar I 1859 |
| Premier Nowej Zelandii         | - 1856 Edward Stafford 1861 |
| Sułtan Omanu                   | - 1856 Suwajni ibn Sa’id 1866 |
| Papież                         | - 1846 Pius IX 1878 |
| Prezydent Paragwaju            | - 1844 Carlos Antonio López 1862 |
| Książę Parmy i Piacenzy        | - 1854 Robert 1859 |
| Prezydent Peru                 | - 1855 Ramón Castilla 1862 |
| Król Portugalii                | - 1853 Piotr V 1861 |
| Król Prus                      | - 1840 Fryderyk Wilhelm IV 1861 |
| Car Rosji                      | - 1855 Aleksander II 1881 |
| Król Saksonii                  | - 1854 Jan Wettyn 1873 |
| Prezydent Salwadoru            | - 1856 Rafael Campo 1858 |
| Kapitanowie Regenci San Marino | - 1856 Melchiorre Filippi Gaetano Simoncini 1857 - 1857 Innocenzo Bonelli Domenico Fattori 1857 - 1857 Settimio Belluzzi Giacomo Berti 1858 |
| Książę Serbii                  | - 1842 Aleksander Karadziordziewić 1858 |
| Król Sardynii                  | - 1849 Wiktor Emanuel II 1861 |
| Prezydent Szwajcarii           | - 1857 Constant Fornerod 1857 |
| Król Szwecji                   | - 1844 Oskar I 1859 |
| Król Tajlandii                 | - 1851 Mongkut 1868 |
| Sułtan Turków                  | - 1839 Abdülmecid I 1861 |
| Prezydent Urugwaju             | - 1853 Fructuoso Rivera 1859 - 1856 Gabriel Antonio Pereira 1860                                                                            |
| Prezydent USA                  | - 1853 Franklin Pierce 1857 - 1857 James Buchanan 1861                                                                                      |
| Prezydent Wenezueli            | - 1855 José Tadeo Monagas 1858 |
| Król Węgier                    | - 1848 Franciszek Józef I 1916 |
| Monarcha Wielkiej Brytanii     | - 1837 Wiktoria 1901 |
| Premier Wielkiej Brytanii      | - 1855 Henry Temple 1858 |
| Cesarz Wietnamu                | - 1847 Tự Đức 1883 |

Rok 1857 / MDCCCLVII
stulecia: XVIII wiek ~
XIX wiek ~
XX wiek

dziesięciolecia:
1820–1829 •
1830–1839 •
1840–1849 •
1850–1859
• 1860–1869
• 1870–1879
• 1880–1889

lata: 1847 «
1852 «
1853 «
1854 «
1855 «
1856 «
1857
» 1858
» 1859
» 1860
» 1861
» 1862
» 1867

## Wydarzenia w Polsce
- 13 lutego – założono Poznańskie Towarzystwo Przyjaciół Nauk.
- 24 listopada – w Warszawie założono wydawnictwo Gebethner i Wolff.
- 1 grudnia – została uruchomiona latarnia Morska Świnoujście.
- 22 grudnia – uruchomiono gazownię miejską w Krakowie (wprowadzenie ulicznego oświetlenia gazowego).

- W Klęczanach koło Nowego Sącza, Łukasiewicz otworzył pierwszą na świecie rafinerię. Z ropy produkował naftę, smary, oleje smarne i asfalt.
- Otwarcie Akademii Medyko-Chirurgicznej w Warszawie.
- Za zgodą cara w Królestwie Polskim zostało założone Towarzystwo Rolnicze.
- W Krakowie wprowadzono wiedeński system miar i wag.
- We wsi Szalowa powstała szkółka parafialna, działająca z inicjatywy księdza Stanisława Muszyńskiego.
- We Wronkach powstała jedna z najstarszych Ochotniczych Straży Pożarnych w Polsce.

## Wydarzenia na świecie
- 9 stycznia – silne trzęsienie ziemi (ok. 7,9° w skali Richtera) z epicentrum w pobliżu Parkfield w Kalifornii (zwane także trzęsieniem ziemi w Fort Tejon).
- 24 stycznia – założono uniwersytet w Kalkucie.
- 3 marca – II wojna opiumowa: Francja i Wielka Brytania wypowiedziały wojnę Chinom.
- 4 marca – James Buchanan został 15. prezydentem Stanów Zjednoczonych.
- 14 marca – zawarto traktat kopenhaski dotyczący swobody żeglugi przez cieśniny duńskie.
- 21 marca – w wyniku trzęsienia ziemi w Tokio zginęło 107 tysięcy osób.
- 25 marca:
  - Édouard-Léon Scott de Martinville opatentował fonautograf, pierwsze urządzenie do zapisu dźwięku.
  - całkowite zaćmienie Słońca widoczne nad południowo-wschodnią Australią, Pacyfikiem i środkowym Meksykiem.
- 29 marca – żołnierz z bengalskiego pułku piechoty Mangal Pandey zabił angielskiego oficera, sprzeciwiając się używaniu przez Hindusów amunicji posmarowanej krowim tłuszczem – początek powstania Sipajów w Indiach.
- 4 kwietnia – zwycięstwem wojsk brytyjskich zakończyła się wojna brytyjsko-perska.
- 15 kwietnia – brytyjski astronom Norman Pogson odkrył planetoidę (43) Ariadne.
- 18 kwietnia – wydano Księgę Duchów Allana Kardeca.
- 10 maja:
  - w Indiach wybuchło powstanie sipajów.
  - bezludna wyspa Lisianski została przyłączona do Królestwa Hawajów.
- 13 maja – Carl Christian Hall został premierem Danii.
- 27 maja – niemiecki astronom Hermann Goldschmidt odkrył planetoidę (44) Nysa.
- 6 czerwca – przyszły król Szwecji i Norwegii Oskar II poślubił Zofię Wilhelminę Nassau.
- 9 czerwca – podczas wjazdu papieża Piusa IX do Bolonii wykonano po raz pierwszy skomponowany przez Viktorina Hallmayera(inne języki) Wielki Marsz Triumfalny, który był drugim hymnem papieskim oraz hymnem Stolicy Apostolskiej w latach 1857–1949.
- 25 czerwca – pierwsze wydanie Kwiatów zła, zbioru dekadenckich poezji Charles’a Baudelaire’a.
- 27 czerwca – niemiecki astronom Hermann Goldschmidt odkrył planetoidę (45) Eugenia.
- 2 lipca – z Aberdeen wypłynął kupiony za pieniądze ze zbiórki publicznej szkuner „Fox” pod dowództwem Francisa Leopolda McClintocka w celu znalezienia kierowanej przez kapitana Johna Franklina zaginionej brytyjskiej ekspedycji badawczej do Arktyki z 1845 roku na okrętach HMS „Erebus” i HMS „Terror”.
- 30 sierpnia – uruchomiono pierwszą linię kolejową w Argentynie.
- 11 września – Masakra pod Mountain Meadows: mormońscy osadnicy dokonali masakry 120 kolonistów udających się z Arkansas do Kalifornii.
- 12 września – w czasie huraganu zatonął płynący z Panamy do Nowego Jorku statek SS Central America, z około 400 pasażerami i ładunkiem 30 tys. funtów złota. Uratowano ponad 200 osób.
- 15 września – Robert Luther odkrył planetoidę (47) Aglaja.
- 19 września – Hermann Goldschmidt odkrył planetoidy Doris i Pales.
- 24 października – został założony pierwszy klub piłkarski na świecie Sheffield F.C.
- 9 listopada – Charles Rogier(inne języki) został po raz drugi premierem Belgii.
- 16 grudnia – ponad 11 tys. osób zginęło w trzęsieniu ziemi z epicentrum w regionie Basilicata w południowych Włoszech.
- 31 grudnia – Ottawa została stolicą Kanady.
- publikacja tomu poetyckiego A Garland of Roses, Gathered from the Poems of the Late Rev. John Eagles, M.A. Johna Eaglesa

## Urodzili się
- 1 stycznia – Tadeusz Kossak, polski działacz społeczny, major kawalerii Wojska Polskiego (zm. 1935)
- 2 stycznia – Viktor Uhlig, austriacki paleontolog i geolog (zm. 1911)
- 12 stycznia – Knut Johan Ångström, szwedzki geofizyk (zm. 1910)
- 14 stycznia – Alice Pike Barney, amerykańska malarka (zm. 1931)
- 1 lutego – Władimir Biechtieriew, rosyjski neurolog, psychiatra, psycholog, neuroanatom (zm. 1927)
- 3 lutego – Wilhelm Johannsen, duński botanik i genetyk (zm. 1927)
- 22 lutego:
  - lord Robert Baden-Powell, brytyjski generał porucznik, pisarz, twórca skautingu (zm. 1941)
  - Heinrich Hertz, niemiecki fizyk, wykładowca pochodzenia żydowskiego, odkrywca fal elektromagnetycznych (zm. 1894)
- 21 marca – Alice Henry, australijska dziennikarka, aktywistka, sufrażystka i rzecznik praw kobiet (zm. 1943)
- 23 marca – Teodor Talowski, polski architekt i malarz (zm. 1910)
- 24 marca – Josef Schalk, austriacki pianista, dyrygent i pedagog (zm. 1900)
- 30 marca:
  - Józef Ruiz Bruixola, hiszpański duchowny katolicki, męczennik, błogosławiony (zm. 1936)
  - Gabriela Zapolska, polska pisarka i aktorka (zm. 1921)
- 5 kwietnia – Aleksander I Battenberg, książę Bułgarii (zm. 1893)
- 23 kwietnia – Ruggero Leoncavallo, włoski kompozytor operowy (zm. 1919)
- 28 kwietnia – Władysław Biegański, polski lekarz i etyk (zm. 1917)
- 7 maja – Stanisław Barabasz, architekt, malarz, narciarz (zm. 1949)
- 31 maja – Pius XI, papież (zm. 1939)
- 1 czerwca – Joseph Pujol, piekarz zarabiający na pokazowym puszczaniu wiatrów (zm. 1945)
- 2 czerwca – Edward Elgar, brytyjski kompozytor (zm. 1934)
- 6 czerwca – Aleksandr Lapunow, rosyjski matematyk (zm. 1918)
- 11 czerwca – Antoni Grabowski, polski inżynier i działacz ruchu esperanto (zm. 1921)
- 21 czerwca – Mieczysław Kowalewski, polski zoolog i parazytolog (zm. 1919)
- 8 lipca – Alfred Binet, francuski psycholog (zm. 1911)
- 12 lipca – Maria Dolores od św. Eulalii Puig Bonany, hiszpańska zakonnica, męczennica, błogosławiona katolicka (zm. 1936)
- 24 lipca – Henrik Pontoppidan, duński pisarz, laureat Nagrody Nobla w 1917 (zm. 1943)
- 25 lipca – Franciszek Maria Greco, włoski duchowny katolicki, założyciel Małych Pracowników Najświętszego Serca Pana Jezusa, błogosławiony (zm. 1931)
- 27 lipca – Ernest Alfred Wallis Budge, angielski egiptolog, orientalista i filolog (zm. 1934)
- 30 lipca – Leon Mangin, francuski jezuita, misjonarz, męczennik, święty katolicki (zm. 1900)
- 9 sierpnia – Blair Lee, amerykański polityk, senator ze stanu Maryland (zm. 1944)
- 12 sierpnia – Hipolit Oleszyński, pierwszy polski Badacz Pisma Świętego (zm. 1930)
- 30 sierpnia – Alexandra Gripenberg, fińska pisarka, feministka, polityk (zm. 1913)
- 3 września – Franciszek Gárate, jezuita, błogosławiony katolicki (zm. 1929)
- 6 września – John B. Kendrick, amerykański polityk, senator ze stanu Wyoming (zm. 1933)
- 10 września – James Edward Keeler, amerykański astronom (zm. 1900)
- 13 września – Michał Drzymała polski chłop, wsławiony walką z germanizacją (zm. 1937)
- 14 września – Alice Stone Blackwell, amerykańska feministka, emancypantka, dziennikarka (zm. 1950)
- 15 września – William Taft, amerykański polityk, dwudziesty siódmy prezydent USA (zm. 1930)
- 17 września – Konstantin Ciołkowski, rosyjski wynalazca i twórca teorii lotu rakiet (zm. 1935)
- 20 września – Aleksandra Aspis, polska nauczycielka (zm. 1933)
- 1 października – Henryk Kon (lekarz), polski lekarz, łódzki lekarz społecznik (zm. 1934)
- 4 listopada – Stanisław Niewiadomski, polski kompozytor, dyrygent, pedagog (zm. 1936)
- 8 listopada – Alexandru C. Cuza – rumuński ekonomista i prawnik, polityk o zapatrywaniach nacjonalistycznych i antysemickich (zm. 1947)
- 15 listopada – Michaił Aleksiejew (ros. Михаил Васильевич Алексеев), rosyjski generał, dowódca antybolszewickiej Armii Ochotniczej (zm. 1918)
- 27 listopada – Charles Sherrington, angielski lekarz i fizjolog, laureat Nagrody Nobla z dziedziny fizjologii i medycyny w roku 1932 za odkrycie funkcji neuronów (zm. 1952)
- 28 listopada – Alfons XII Burbon, król Hiszpanii (zm. 1885)
- 30 listopada – Odo Feliks Kazimierz Bujwid, pierwszy polski bakteriolog, pionier higieny i profilaktyki lecznictwa, jeden z pierwszych polskich naukowców zajmujących się wytwórczością szczepionek leczniczych (zm. 1942)
- 1 grudnia – Samuel M. Ralston, amerykański polityk, senator ze stanu Indiana (zm. 1925)
- 3 grudnia:
  - Joseph Conrad, brytyjski pisarz polskiego pochodzenia (zm. 1924)
  - Max Pinkus, niemiecki przedsiębiorca, bibliofil i mecenas sztuki (zm. 1934)
- 9 grudnia – Czesław Jankowski, polski poeta, krytyk, publicysta, historyk (zm. 1929)
- 15 grudnia – Eugeniusz Pankiewicz, polski kompozytor i pianista (zm. 1898)
- 16 grudnia – Edward Emerson Barnard, amerykański astronom (zm. 1923)

## Święta ruchome
- Tłusty czwartek: 19 lutego
- Ostatki: 24 lutego
- Popielec: 25 lutego
- Niedziela Palmowa: 5 kwietnia
- Wielki Czwartek: 9 kwietnia
- Wielki Piątek: 10 kwietnia
- Wielka Sobota: 11 kwietnia
- Wielkanoc: 12 kwietnia
- Poniedziałek Wielkanocny: 13 kwietnia
- Wniebowstąpienie Pańskie: 21 maja
- Zesłanie Ducha Świętego: 31 maja
- Boże Ciało: 11 czerwca